# Миколаївка (Феодосійський район)
Микола́ївка (крим. Mykolayivka, до 1948 — Ново-Миколаївка) — село Феодосійського району Автономної Республіки Крим. Розташоване в центрі району.

## Населення

### Мова
Розподіл населення за рідною мовою за даними перепису 2001 року:
| Мова                | Відсоток |
| ------------------- | -------- |
| російська           | 50,78 %  |
| кримськотатарська   | 35,85 %  |
| українська          | 12,02 %  |
| інші/не визначилися | 1,35 %   |

1. ↑  Рідні мови в об'єднаних територіальних громадах України — Український центр суспільних даних